# Moltinus
Moltinus war in der Keltischen Mythologie der Name einer gallischen Gottheit. Er wurde als Fruchtbarkeitsgottheit angebetet, allerdings auch als chthonischer (Unterwelt-)Gott. In der Interpretatio Romana wurde er in Mâcon mit Mars gleichgesetzt, in Wilten zusammen mit Mercurius angerufen.

## Etymologie
Der Name wird aus dem irischen molt, bzw. dem walisischen mollt (beides bedeutet „Widder“) hergeleitet. Vergleiche auch das bis heute im Französischen erhaltene gallische Wort mouton („Schaf“, „Hammel“). Der Widder galt bei den Kelten unter anderem auch als Symbol der Fruchtbarkeit.

## Überlieferung
Moltinus wird in einer Weiheinschrift aus Mâcon (Matisco, römische Provinz Gallia Lugdunensis, heute im Département Saône-et-Loire, Region Bourgogne-Franche-Comté in Frankreich) im Gebiet der Aeduer genannt
sowie auf einem Fluchtäfelchen (Defixio) aus Veldidena (Wilten bei Innsbruck, römische Provinz Raetia).